# Laura Nader
Pour les articles homonymes, voir Nader.
Laura Nader (née en 1930 à Winsted, Connecticut) est une anthropologue américaine.
Elle est connue pour sa critique de l'anthropologie traditionnelle et son appel aux anthropologues à étudier les mécanismes du pouvoir dans leur propre société et à ne pas se contenter de mener des recherches dans des territoires lointains. Elle est la première femme professeure titulaire dans le département d'anthropologie à l'université de Californie à Berkeley, où elle enseigne dès 1960.
Elle est la sœur aînée de l'activiste et homme politique du Parti vert Ralph Nader et la sœur cadette de l'avocat communautaire Shafeek Nader (en) et de la sociologue Claire Nader (en).

## Milieu familial et formation
Laura Nader, ou Laura Milleron depuis son mariage, est née en 1930 à Winsted (Connecticut) d'un couple d'immigrés libanais. Son père, Nathra, possédait un restaurant-magasin dans le Connecticut. Sa mère, Rose Nader (en), était institutrice. Elle est la troisième d'une fratrie de quatre enfants : l'activiste et homme politique du Parti vert Ralph Nader est son frère cadet, la sociologue Claire Nader (en) est sa sœur aînée et l'avocat communautaire Shafeek Nader (en) est son frère aîné.
Nader obtient un Bachelor of Arts en études latino-américaines du Wells College d'Aurora, New York, en 1952, puis un doctorat en anthropologie de l'université Harvard (Radcliffe College) en 1961 sous la direction de Clyde Kluckhohn. Sa formation comprend du travail sur le terrain dans un village zapotèque à Oaxaca, au Mexique. Elle se rend plus tard au sud du Liban.
Elle est mariée à Norman Milleron, un physicien nucléaire travaillant au Laboratoire national Lawrence-Berkeley qu'elle rencontre en 1961, et mère de trois enfants,.

## Recherches
Les recherches de Laura Nader portent sur l'ethnographie comparée du droit, les conflits, l'organisation familiale comparée, l'anthropologie des mentalités professionnelles et l'ethnologie du Moyen-Orient, du Mexique, de l'Amérique latine et des États-Unis contemporains. Elle plaide pour que l'étude du droit soit davantage intégrée à la société au lieu d'être séparée des autres institutions sociales. Laure Nader est l'auteure de plusieurs livres sur l'anthropologie du droit ; elle est l'une des figures les plus influentes de cette discipline. Elle a été professeure invitée aux facultés de droit de Yale, Stanford et Harvard. Elle a enseigné à la Boalt School of Law dans les années 1960.

### Résolution des conflits
Une partie de son travail porte sur la résolution des conflits dans le village zapotèque qu'elle a étudié. Laura Nader note que les gens s'y confrontent personnellement (il ne s'agit pas d'une confrontation entre un individu et une institution anonyme qui l'écrase). Les juges s'efforcent de trouver des solutions équilibrées plutôt que de rejeter la responsabilité entière sur une partie. Nader pense que ce mode de résolution des litiges reflète la société qui l'a engendré, sa structure hiérarchique, son système économique. En revanche, elle constate qu'aux États-Unis, les conflits dégénèrent souvent en un blâme et une violence polarisés. Le groupe de personnes auquel un individu est confronté peut être vaste et impersonnel et beaucoup plus puissant que l'individu isolé. Elle conclut que les types d'affaires portés devant les tribunaux reflètent les zones de stress dans la structure sociale d'une communauté.

### Idéologie de l'harmonie
Nader a beaucoup écrit sur « l' idéologie de l'harmonie », idéologie centrée sur la conviction que l'existence d'un conflit est nécessairement une chose mauvaise ou dysfonctionnelle et qu'une société saine devrait réaliser l'harmonie entre les gens, minimiser conflits et confrontations. Elle a soutenu dans son livre Harmony Ideology que l'idéologie de l'harmonie a été répandue parmi les peuples colonisés du monde entier par des missionnaires avant la conquête militaire, facilitant la colonisation. Pour Laura Nader, l'idéologie de l'harmonie peut être coercitive, et utilisée pour réprimer des revendications légitimes.
Selon elle, les Zapotèques ont utilisé cette idéologie de l'harmonie de manière « contre-hégémonique », en maintenant l'apparence de l'harmonie (tout en s'engageant en pratique dans un grand nombre de litiges) afin d'empêcher le gouvernement mexicain d'interférer dans leur gestion relativement autonome de leurs affaires intérieures.
Nader a également soutenu que« l'idéologie de l'harmonie » a été une base importante pour des théories qui se sont développées aux États-Unis depuis les années 1960 au sujet d'une « explosion des litiges » et en faveur d'un développement du règlement alternatif des différends comme méthode pour éliminer de prétendues « affaires inutiles » (par exemple, les affaires de droits civiques alors nouvellement apparues dans les années 1960) de la salle d'audience. Laura Nader critique cette forme de manipulation qui met l'accent sur l'harmonie, le compromis et le langage de la thérapie plutôt que sur le discours sur l'injustice.
Alors que la carrière de Nader a commencé avec un fort intérêt pour le droit et les formes de contrôle social, au fil du temps, elle s'est davantage intéressée aux questions de contrôle culturel et de « processus de contrôle », un concept décrit plus en détail dans son article de 1997, Contrôler les processus : tracer les composantes dynamiques du pouvoir.

### «Étudier vers le haut»
L'une des contributions les plus connues de Nader a été l'écriture du très controversé à l'époque Up the Anthropologist - Perspectives Gained From Studying Up en 1969, qui était « l'un des premiers appels aux anthropologues à réfléchir davantage sur l'étude des colonisateurs plutôt que les colonisés, la culture du pouvoir plutôt que la culture des impuissants, la culture de l'abondance plutôt que la culture de la pauvreté »,. Cet appel a conduit de nombreux anthropologues à commencer à « étudier vers le haut » (« study up »), bien que beaucoup aient mal interprété l'appel de Nader et n'aient pas étudié simultanément « en bas » et « de côté ». Les travaux de Nader dans le domaine de l'anthropologie et de la discipline lui ont valu d'être décrite comme « la conscience morale incarnée de l'anthropologie post-boasienne américaine ». Son intérêt pour l'anthropologie des sciences s'est développé tout au long de sa carrière.
Nader se dit « inspirée par la confusion de ses étudiants oscillant entre « trustanoia » - quelqu'un est là pour s'occuper d'eux et paranoïa - quelqu'un est là pour les tuer. ». Elle soutient que les gens aux États-Unis croient qu'il y a toujours quelqu'un pour s'occuper d'eux et que tout le monde (y compris les législateurs et les politiciens) agit dans leur intérêt.)

## Récompenses
- 1952 : Prix The Morgan Spanish, Wells College[21]
- 1979 : Prix Wells College Alumnae, Wells College[21]
- 1984 : Prix Radcliffe College Alumnae[22]
- 1963-1964 : Fellow, Center for Advanced Study in the Behavioral Sciences, Stanford[23]
- 1979-1980 : Woodrow Wilson Center for Scholars à Washington, DC[22]
- 1991 : Membre de l'Académie américaine des arts et des sciences[24]
- 1995 : Prix Harry Kalven (1995), Law and Society[25]
- 2000 : American Anthropological Association, Distinguished Lecture Award[26]
- 2010 : Prix CoGEA (Comité sur l'équité entre les sexes en anthropologie) (alias The Squeaky Wheel Award) (2010)[27]

## Publications
Nader est l'autrice ou la coautrice de plus de 280 publications, dont :
- (en) Talea and Juquila ; a comparison of Zapotec social organization, University of California Press, 1964 (OCLC 2958459)
- (en) The ethnography of law, Menasha, Wisconsin, American Anthropological Association, 1965 (OCLC 3075225)
- (en) Law in culture and society, Chicago, Aldine Publishing Company, 1969 (OCLC 59266)
- (en) avec Thomas Maretzki, Cultural illness and health ; essays in human adaptation, Washington, American Anthropological Association, 1973 (OCLC 741222)
- (en) avec University of California et Berkeley. Dept. of Anthropology, The Kroeber Islanders ; a handbook of anthropology at Berkeley, University of California, Dept. of Anthropology, 1976 (OCLC 29557308)
- (en) avec Harry F Todd, The Disputing process : law in ten societies, New York, Columbia University Press, 1978 (ISBN 0-231-04536-0, lire en ligne)
- (en) Energy Choices in a Democratic Society, National Academy of Sciences, juillet 1980 (ISBN 0-309-03045-5)
- (en) No Access to Law : Alternatives to the American Judicial System, Academic Press, août 1981 (ISBN 0-12-513562-9, lire en ligne)
- (en) Harmony ideology : justice and control in a Zapotec mountain village, Stanford University Press, 1990 (ISBN 0-8047-1809-1)
- (en) Essays on controlling processes, Berkeley, CA, Kroeber Anthropological Society, 1994 (OCLC 31980852). Réimprimé en 1996 (OCLC 36139409), 2002 (OCLC 50922612) et 2005 (OCLC 68178289).
- (en) Naked science : anthropological inquiry into boundaries, power, and knowledge, New York, Routledge, 1996 (ISBN 0-415-91464-7)
- (en) Law in culture and society, University of California Press, 1997 (ISBN 0-520-20833-1)
- (en) The life of the law : anthropological projects, University of California Press, 2002 (ISBN 0-520-22988-6) Réimprimé en 2005 (ISBN 0-520-23163-5)
- (en) avec Ugo Mattei, Plunder: When the Rule of Law is Illegal, Blackwell Publishers, 2008 (ISBN 978-1-4051-7894-5)
- (en) The Energy Reader, Wiley-Blackwell Publishers, 2010 (ISBN 978-1405199841)
- (en) Laura Nader, Adel Iskander et Hakem Rustom, Side by Side : The Other Is Not Mute dans Edward Said : a legacy of emancipation and representation, Berkeley, University of California Press, 2010, 548 p. (ISBN 9780520245464, lire en ligne)
- (en) Culture and Dignity : Dialogues Between the Middle East and the West, Wiley-Blackwell Publishers, 2012 (ISBN 978-1118319017)
- (en) What the Rest Think of the West : Since 600AD, University of California Press, 2015 (ISBN 978-0520285781)
- (en) Contrarian Anthropology : The Unwritten Rules of Academia, Berghahn Books, 2018 (ISBN 978-1785337086)

## Films
- 1966 : Laura Nader, To Make the Balance (Pour faire l'équilibre), 33 minutes[28]
- 1980 : Laura Nader, Little Injustices- Laura Nader Looks at the Law (Petites injustices - Laura Nader regarde la loi), 60 minutes[29]
- 2011 : Laura Nader et Roberto Gonzalez, Losing Knowledge: Fifty Years of Change (Perdre le savoir : cinquante ans de changement) 40 minutes[30]